# Kariel
Kariel (nordsamiska: Gárjil, kvänska: Karieli) är en by i Vadsø kommun i Finnmark fylke i norra Norge. Byn ligger vid Europaväg 75 och Varangerfjorden, på den södra delen av Varangerhalvön, väster om staden Vadsø.